# (7995) Khvorostovsky
(7995) Khvorostovsky est un astéroïde de la ceinture principale.

## Description
(7995) Khvorostovsky est un astéroïde de la ceinture principale nommé d'après Dmitri Khvorostovski. Il fut découvert le 4 août 1983 à Naoutchnyï par Lioudmila Karatchkina. Il présente une orbite caractérisée par un demi-grand axe de 2,79 UA, une excentricité de 0,27 et une inclinaison de 8,8° par rapport à l'écliptique.

## Compléments